# جوزپه
جوزپه (Giuseppe) شکل ایتالیایی اسم جوزف (Joseph) است؛ افراد با این نام:
- جوزپه آرچیمبولدو
- جوزپه بارسی
- جوزپه برگومی
- جوزپه کاستیلیونه
- جوزپه فاوالی
- جوزپه گاریبالدی
- جو ماسریا
- جوزپه ماتزینی
- جوزپه مئاتزا
- جوزپه پئانو
- جوزپه پیاتسی
- جوزپه سینیوری
- جوزپه تارتینی
- جوزپه تومازی دی لامپه دوزا
- جوزپه تورناتوره
- جوزپه وردی